# Euploea fidena
Euploea fidena är en fjärilsart som beskrevs av Hans Fruhstorfer 1915. Euploea fidena ingår i släktet Euploea och familjen praktfjärilar. Inga underarter finns listade i Catalogue of Life.